# Alpespace

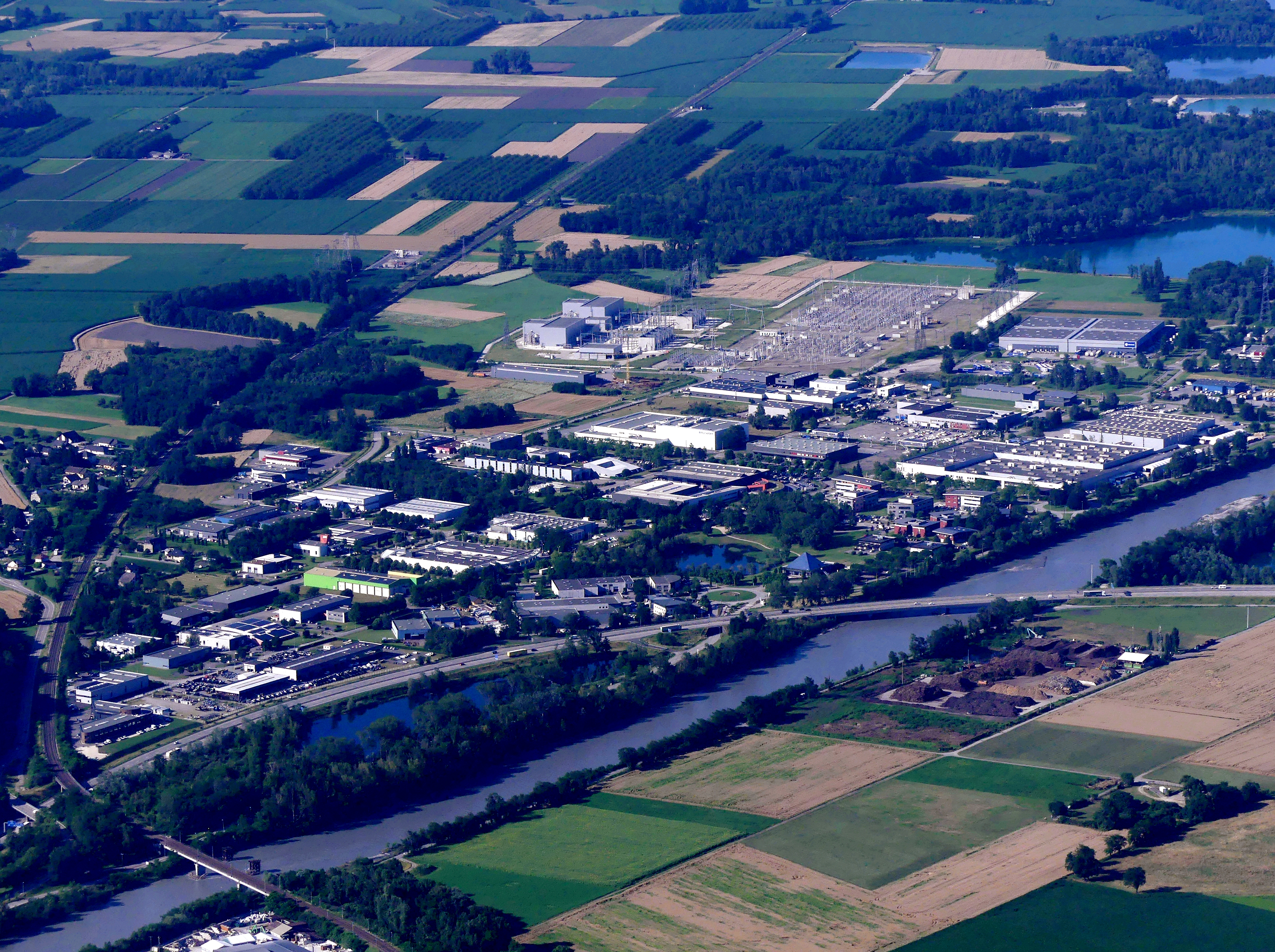
Parc d'activités Alpespace vu du sommet du massif des Bauges.

Alpespace est un parc d'activités économiques situé en France sur les communes de Porte-de-Savoie et Sainte-Hélène-du-Lac, dans le département de la Savoie en région Auvergne-Rhône-Alpes.
Ce parc réunit plus de 90 entreprises et 1500 salariés sur 105 hectares. Il accueille de nombreux professionnels de la montagne, acteurs de la métallurgie, de l'agro-alimentaire et de l'environnement.